# Peter Sack
Pour les articles homonymes, voir Sack (homonymie).
Peter Sack (né le 27 juillet 1979 à Schkeuditz) est un athlète allemand, spécialiste du lancer du poids.
Son meilleur lancer est de 21,19 m, réussi en mai 2008 à Versmold.